# McLaren 720S
De McLaren 720S is een Britse sportauto van McLaren. Het model is de opvolger van de 650S en kwam uit in mei 2017. 

## McLaren Senna
Op basis van deze auto is de McLaren Senna gebouwd. Natuurlijk ter ere van Formule 1-coureur Ayrton Senna. Deze heeft dezelfde 4.0 liter V8 maar dan met 800 pk. Deze auto is ook veel lichter (met een gewicht van 1198 kg) En genereert bij een snelheid van 250 km/h een neerwaartse druk van 800 kg.

## Specificaties (volgens fabrieksopgave)
- Motor: 4,0 V8.
- Brandstof: Benzine.
- Vermogen: 720pk, 530kW.
- Koppel: 770 Nm koppel.
- Acceleratie 0-100: 2,9 seconden, 0-200: 7,8 seconden, 0-300: 21,8 seconden